# Vas dodecagonal (Tezaurul de la Pietroasa)
Vasul dodecagonal este un obiect component al Tezaurului de la Pietroasa, care este datat în secolul al IV-lea e.n. și a fost descoperit în anul 1837 în județul Buzău, comuna Pietroasele, Dealul Istrița,  de către doi pietrari Ion Lemnaru și Stan Avram. 
Din categoria obiectelor de podoabă din Tezaurul de la Pietroasa, remarcabile sunt vasele poligonale încrustate cu pietre colorate. Pietrele aveau diferite culori, erau subțiri spre plate și ocupau cea mai mare parte a pereților laterali ai vaselor. Preocuparea pe care artiștii care le-au confecționat au dat-o, este elementul de noutate pe care îl aduc aceste obiecte. Similar lor, este colanul elipsoidal și toate cele patru fibule care au rămas din tezaur. Efectele de policromie au fost realizate prin combinarea a două procedee tehnice care s-au folosit simultan:  încrustarea pietrelor în alveole sudate direct pe placă și încrustarea în spații perforate special, pietrele având formă de caboșon sau plate, dispuse compact.
Vasul octogonal și cel dodecagonal, au analogii cu vasele folosite în epoca romană. Având toartele orizontale late, astfel încât fac o prelungire a buzei vaselor, ele sunt cunoscute istoricilor din secolul I e.n. Ele au evoluat ca formă și design, de la cele care fac parte din tezaurul din Hildensheim și Broscoreale (secolul I e.n.) și până la la cele descoperite la Ostroviany din Slovacia (secolul al II-lea e.n.). S-au găsit vase din metal de origine greco-romană datate în primele secole al erei noastre, care aveau ca toarte figuri de animale, cu predilecție feline.

## Origini
După cum a rezultat din interogatoriile ce au fost luate în anul 1838 celor care au descoperit tezaurul de la Pietroasa, a reieșit că aceștia au găsit un număr de 22 de obiecte, vase de aur, bijuterii și două inele cu inscripții. Când au fost descoperite, obiectele erau învelite într-o masă neagră de origine necunoscută, probabil un material organic ca pielea sau cârpa cu care au fost acoperite înainte de a fi îngropate. Din cele 22 de piese s-au recuperat doar 12 obiecte. Dintre toate, doar cinci au fost lucrate doar din aur: cana sau ibricul (oenochoe), platoul sau talerul cel mare, frânt în patru, patera sau sinia, cea cu decor în relief cu o statuetă ce ține un pahar în mâini, colanul cu inscripție cu rune gotice și colanul simplu. Celelalte șapte piese: patru fibule, două vase poligonale și un colan, au fost împodobite cu pietre prețioase. Se presupune că cele zece obiecte pierdute au fost patru colane din care două cu pietre prețioase, unul cu inscripție, o fibulă mică presupusă a fi pereche cu cea care s-a păstrat,  o cană similară cu cana oenochoe, o pateră simplă nedecorată și două brățări cu pietre prețioase.
Cele 12 obiecte care au putut fi recuperate, au fost furate în anul 1875 de Dumitru Pantazescu-Popescu din Muzeul de Antichități din București. Ca urmare, colanul cu inscripție a fost tăiat cel puțin în patru bucăți de către argintarul Costache Constantinescu din București, caracterele runice înscrise fiind deteriorate până la a fi indescifrabile. Din fericire, Societatea Arundel a făcut la Londra, cu ceva vreme înaintea furtului, fotografii detaliate ale colanului, astfel încât astăzi, caracterele au putut fi reconstituite cu un grad relativ de exactitate.
Prin faptul că întreagul tezaur prezintă o calitate superioară a meșteșugului cu care au fost realizate obiectele care-l formează, cercetătorii sunt sceptici că acesta ar fi fost confecționat de populația indigenă. În anul 1879 când se înregistra una dintre primele lucrări privitoare la tezaur, Taylor  a speculat ideea că obiectele ar fi o parte din câstigurile pe care goții le-au obținut ca urmare a incursiunilor pe care le făceau în provinciile romane Moesia și Tracia (perioada 238 - 251). Există și o altă teză timpurie pe care a propus-o Alexandru Odobescu în anul 1889, teorie pe care a preluat-o și Constantin C. Giurescu în anul 1976. Aceasta l-a identificat pe Athanaric, regele vizigoților ca proprietar de drept al tezaurului, fiind presupusă dobândirea lui în conflictul pe care Athanaric l-a avut în anul 369 cu Împăratul roman Valens. Catalogul Goldhelm din anul 1994, a adus ipoteza că obiectele componente ale tezaurului ar fi putut fi și cadouri pe care unii conducători germanici le-ar fi primit de la liderii romani.

## Descriere
Din categoria obiectelor de podoabă din Tezaurul de la Pietroasa, remarcabile sunt vasele poligonale încrustate cu pietre colorate. Pietrele aveau diferite culori, erau subțiri spre plate și ocupau cea mai mare parte a pereților laterali ai vaselor. Preocuparea pe care artiștii care le-au confecționat au dat-o, este elementul de noutate pe care îl aduc aceste obiecte. Similar lor, este colanul elipsoidal și toate cele patru fibule care au rămas din tezaur. Efectele de policromie au fost realizate prin combinarea a două procedee tehnice care s-au folosit simultan:  încrustarea pietrelor în alveole sudate direct pe placă și încrustarea în spații perforate special, pietrele având formă de caboșon sau plate, dispuse compact.
Vasul dodecagonal are o înălțime de 11 cm și este realizat în aceeași mod ca vasul octogonal. Deteriorările în acest caz, au fost majore. S-au pierdut părți importante din el: una din plăci și cele două pantere. Paul Telge le-a restaurat cu argint în anul 1884. Pe două rânduri suprapuse, panourile au fost aranjate de Telge câte douăsprezece, unul în plan oblic și unul în plan vertical. Panourile sunt la coșul dodecagonal mai prelungite ca la cel octogonal. Rozetele formate din opt petale din plăci de granate, sunt mult mai mici, dar mai masive și despărțiturile dintre ele sunt mai mari. Rozetele au fost fixate prin bare verticale de marginile panourilor. În schimb, s-a păstrat baza vasului în întregime. Ea este ornamentată cu o rozetă înscrisă în cerc. Similar vasului octogonal, ajurul a fost completat cu plăci de granate, smaralde și cristale de rocă (posibil cuarț hialin). Similar toartelor coșului octogonal, pietrele au fost țintuite în alveolele sudate pe plăcile orizontale. S-au păstrat câteva fragmente ale alveolelor de pe pereți, fapt pentru care cercetătorii au concluzionat că acestea formau un ornament care avea șase rânduri de flori de lotus stilizate. Florile și spațiile dintre ele erau umplute cu granate plate. Colțurile plăcii  avea prevăzute alveole rotunde în care erau fixate inele din sticlă roșie răsucită, similar vasului octogonal.

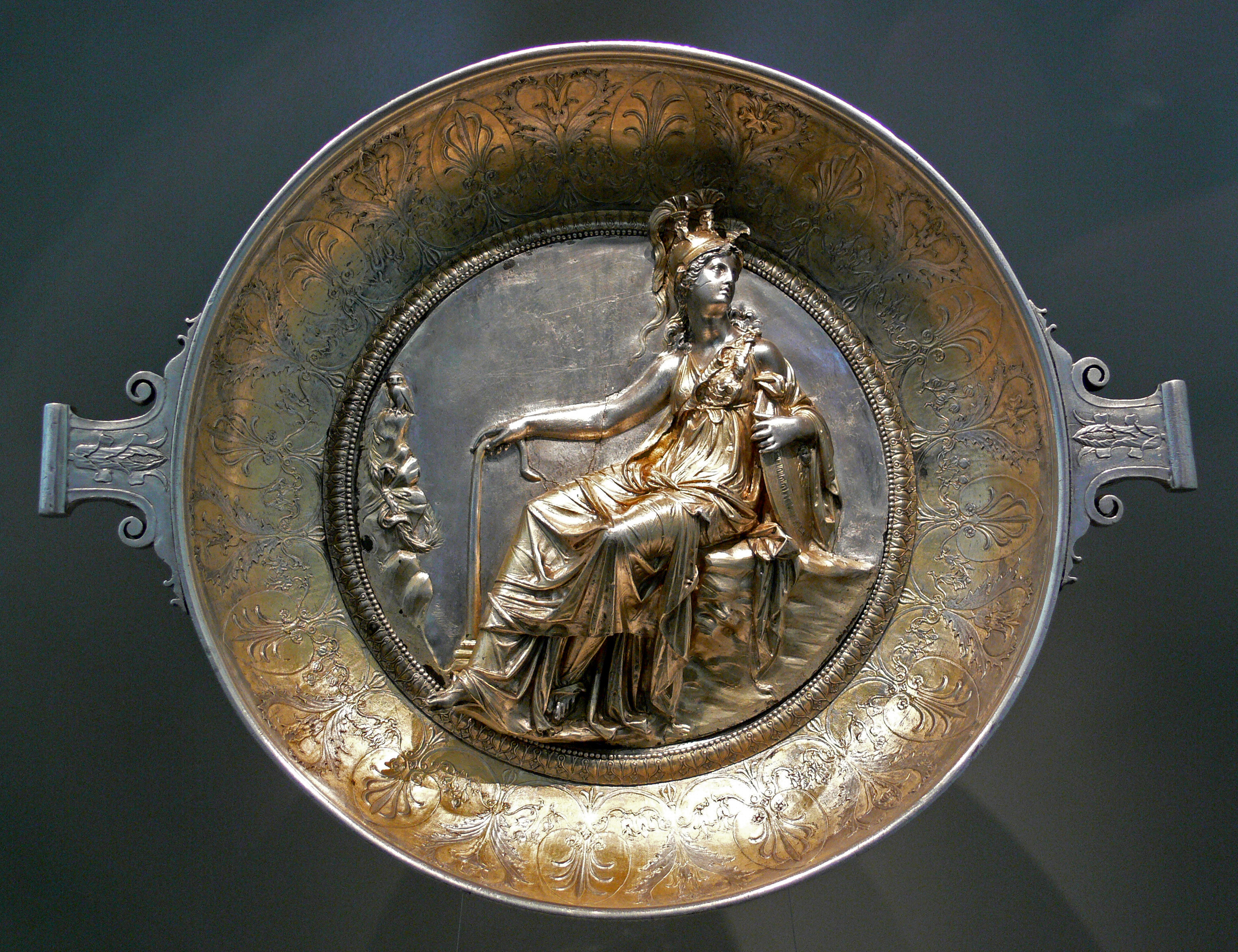
Vas din Tezaurul de la Hildensheim
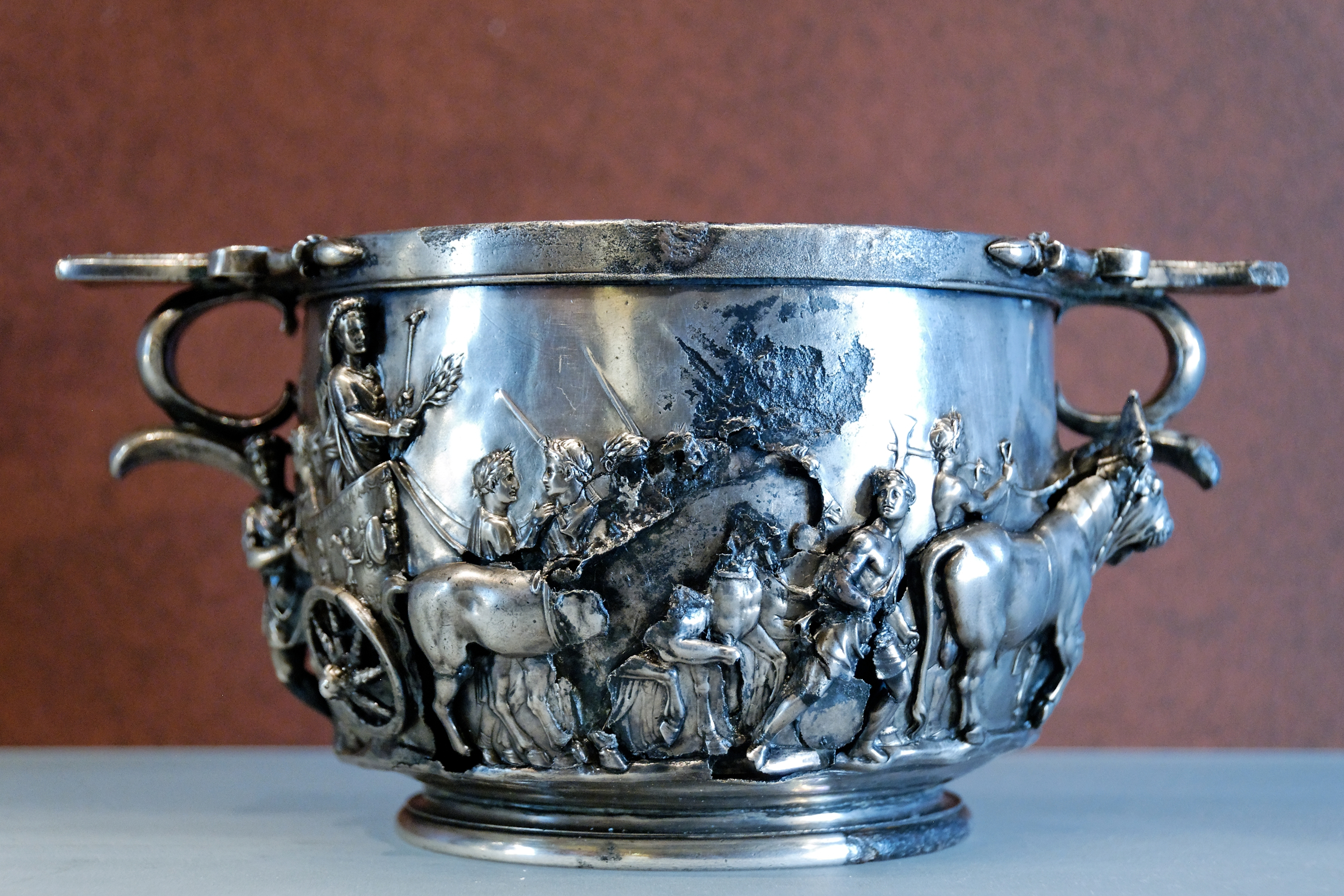
Vas din Tezaurul de la Boscoreale
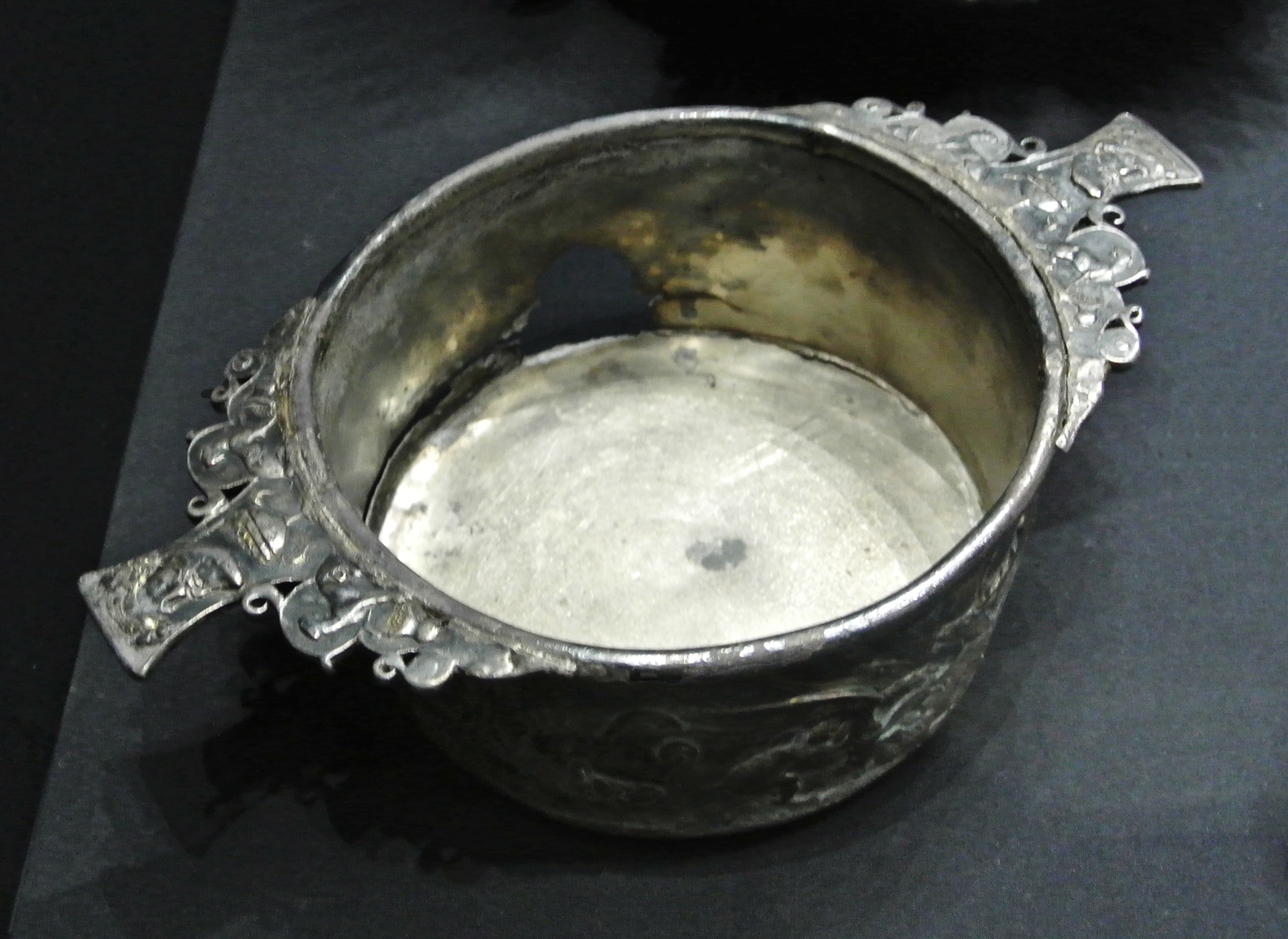
Vasul din Tezaurul de la Ostroviany

Vasul octogonal și cel dodecagonal, au analogii cu vasele folosite în epoca romană. Având toartele orizontale late, astfel încât fac o prelungire a buzei vaselor, ele sunt cunoscute istoricilor din secolul I e.n. Ele au evoluat ca formă și design, de la cele care fac parte din tezaurul din Hildensheim și Broscoreale (secolul I e.n.) și până la la cele descoperite la Ostroviany din Slovacia (secolul al II-lea e.n.). S-au găsit vase din metal de origine greco-romană datate în primele secole al erei noastre, care aveau ca toarte figuri de animale, cu predilecție feline.
Specificul vaselor poligonale de la Pietroasa este efectul de policromie reieșit din tehnica încrustării în aur a pietrelor prețioase și a celor colorate, inclusiv sticla. Procedeele de bază ale stilului policrom, care venea din Orient, era folosirea tehnicii à jour de montare și încrustare a pietrelor prețioase. Vasele de la Pietroasa au asemănări cu o cupă care se află expusă la Cabinetul de Medalii al Bibliotecii Naționale din Paris. Aceasta este un vas încrustat cu plăci de sticlă roșie și cristal de rocă și are fixată pe fund o gemă gravată cu chipul regelui sasanid Khosrow II. Cupa a fost dăruită lui Carol cel Mare de Harun al-Rashid. La fel ca și cazul Pietroasa, realizarea cupei s-a făcut același metode decorative vechi de sorginte iraniană. Pe de altă parte, cupa de la Paris este un tip evoluat aparținând secolului al VI-lea e.n., al vaselor făurite à jour, în timp ce, cele de la Pietroasa păstrează în ele o tradiție romană cu un decor aflat la modă în noul stil policrom apărut în secolul al IV-lea în nordul Pontului Euxin.

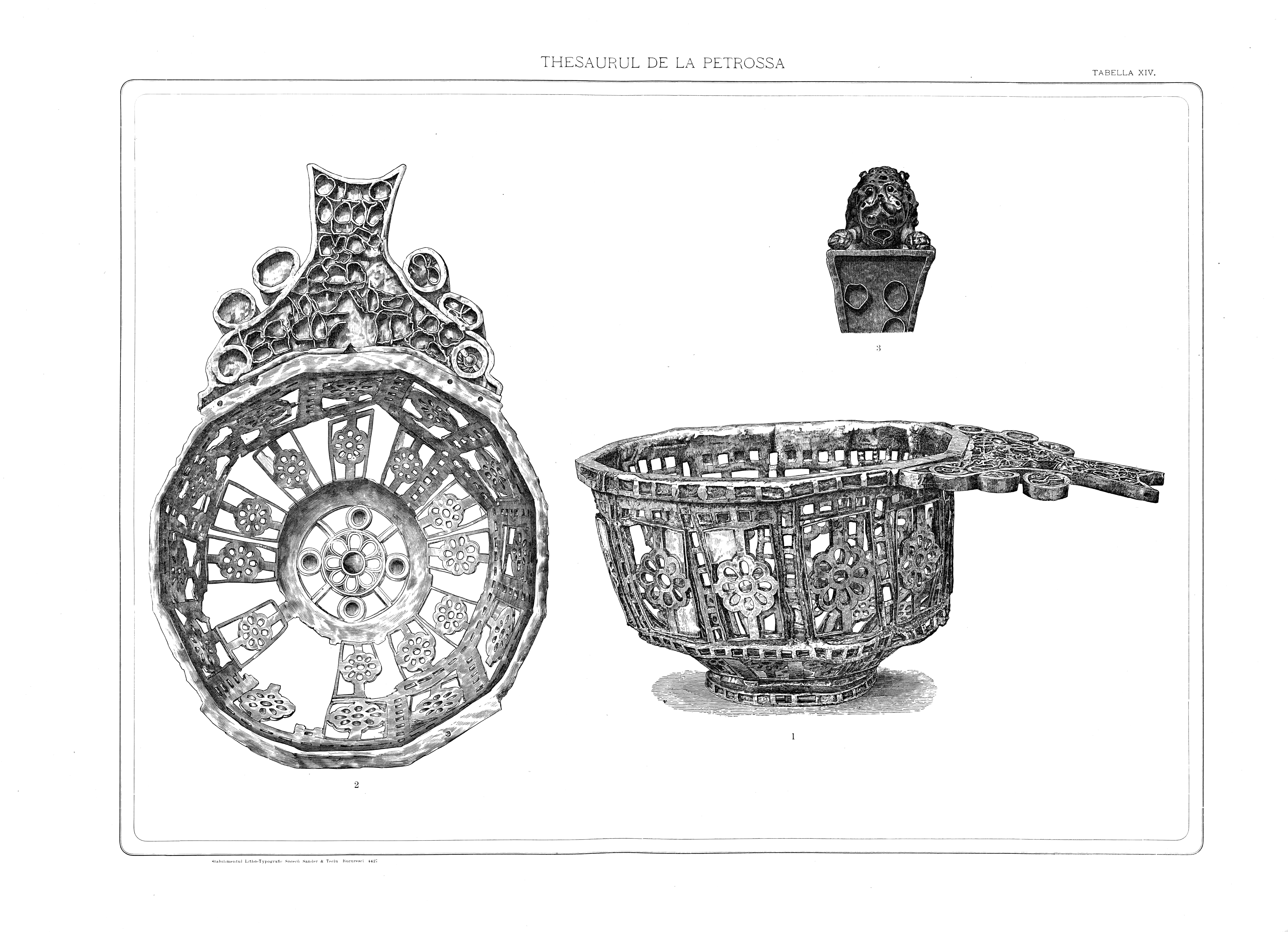
Vasul dodecagonal înainte de restaurare- desen de Henric Trenk
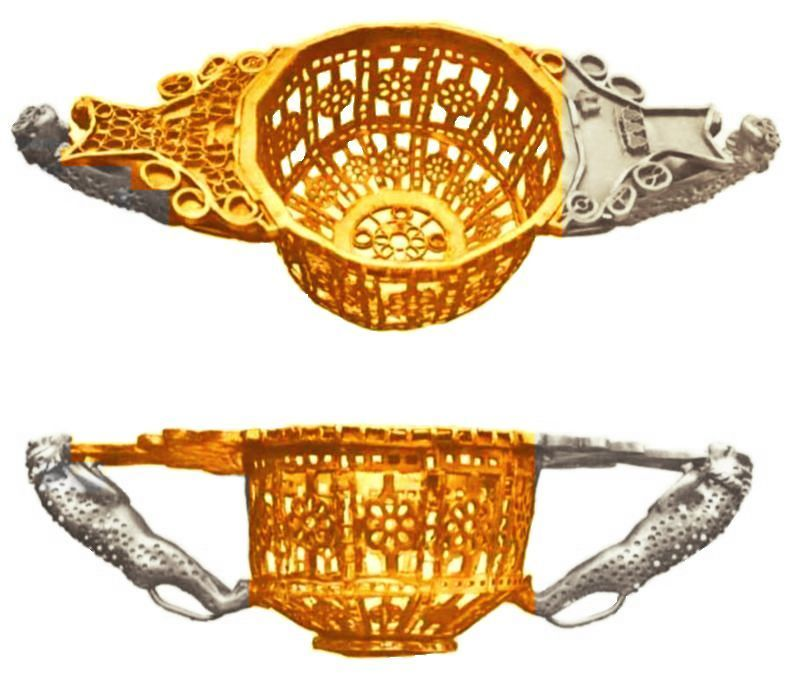
... restaurat
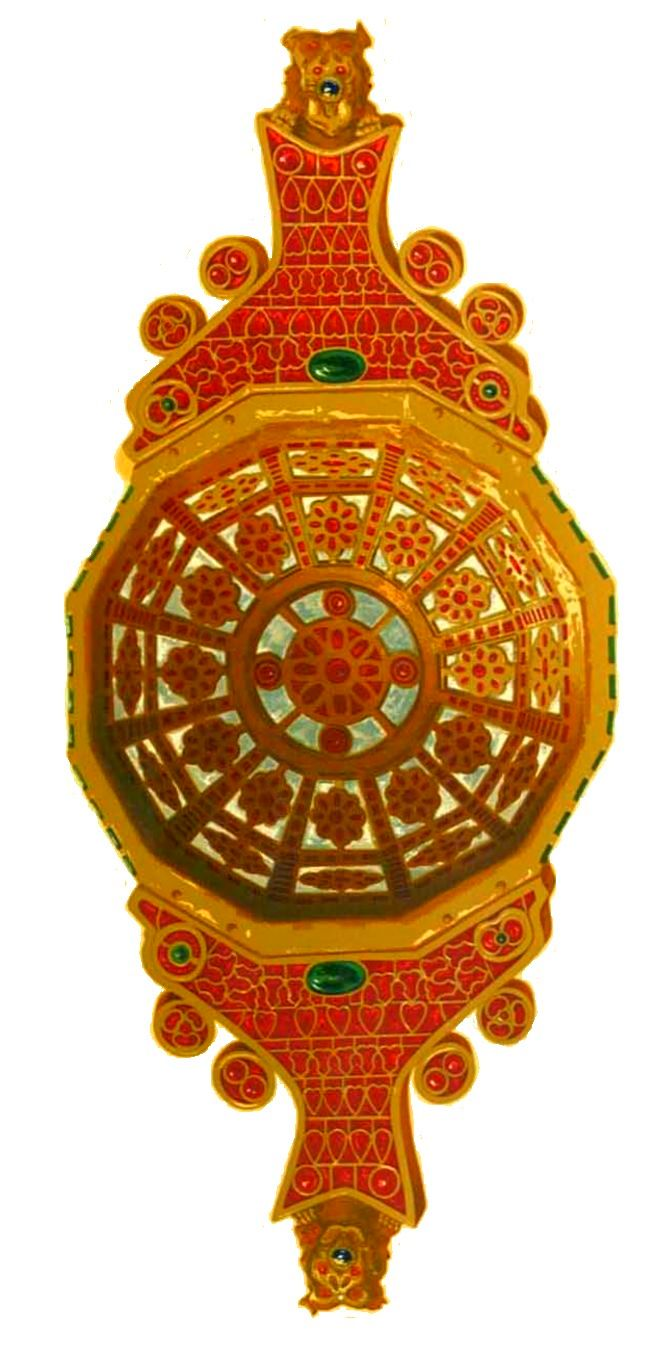
... reconstituit după Alexandru Odobescu

## Caracteristici tehnice
Vas dodecagonal cu pereții alcătuiți din 2 rânduri de câte 12 panouri ajurate, suprapuse în planuri diferite: unul, oblic, celălalt vertical. Toarte în formă de pantere din metal comun argintat, cu spatele ornamentat cu turcoaze și almandine cabochon, sprijinite cu picioarele posterioare de panourile oblice și cu cele anterioare de marginea unor plăci orizontale decupate în formă de coadă de pasăre și decorate cloisonné. Fund ajurat cu rama dodecagonală. Piesa ornamentată cu casete, în care se mai păstrează 152 de pietre în total, dintre care: - 3 pietre verzi turmaline în inelul bazal de cca 0,80 kt în total; - 20 almandine și granate plate și ovale în panourile trapezoidale cu rozete mici de cca 150 kt în total; - 1 almandin dreptunghiular în casetele dintre rozetele mari de cca 1,00 kt; - 18 almandine și granate dreptunghiulare în inelul superior rozetelor mari de cca 9,00 kt în total; - 7 turmaline, baghete pe buza vasului de cca 7,00 kt în total; - 9 almandine și granate de diferite forme pe toarte de cca 7,00 kt în total; - 2 almandine ovale pe rozeta bazală de cca 1,00 kt în total; - 46 pietre, dintre care 22 almandine și granate cabochon și 24 turcoaze pe una din pantere (cea cu placa din metal comun); - 46 pietre, dintre care 23 almandine și granate și 23 turcoaze pe cealaltă panteră (cea cu placa din aur) de cca 6,00 kt în total.